# سوزانا شنارندورف
سوزانا شنارندورف ریبیرو (انگلیسی: Susana Schnarndorf Ribeiro؛ زادهٔ ۱۷ اکتبر ۱۹۶۷) ورزشکار شنای پارالمپیک برزیلی است. شنارندورف در سال ۲۰۰۵ و در سن ۳۷ سالگی، پس از یک دوره طولانی ورزشی در ورزش سه‌گانه، اولین علائم یک بیماری مرموز دژنراسیون را تجربه کرد که بعداً به عنوان آتروفی سیستم چندگانه (ام‌اس‌ای) تشخیص داده شد. پس از وقفه ایجاد کردن در ورزش حرفه‌ای، شنارندورف به عنوان یک شناگر به دنیای ورزش بازگشت و هم‌اکنون عضو تیم شنای پارالمپیک برزیل است. او به عنوان بازیگر در مجموعه تلویزیونی مکانیسم ایفای نقش کرده‌است.